# Alibegovći
Alibegovći är ett samhälle i Bosnien och Hercegovina.   Det ligger i entiteten Federationen Bosnien och Hercegovina, i den centrala delen av landet, 100 kilometer norr om huvudstaden Sarajevo. Alibegovći ligger 220 meter över havet och antalet invånare är 1 212.
Terrängen runt Alibegovći är platt åt nordväst, men åt sydost är den kuperad.Närmaste större samhälle är Doboj, 7,6 kilometer nordost om Alibegovći. 
Omgivningarna runt Alibegovći är en mosaik av jordbruksmark och naturlig växtlighet. Runt Alibegovći är det ganska tätbefolkat, med 78 invånare per kvadratkilometer.